# 엔터프라이즈호의 진입 착륙 시험
진입·착륙 시험(Approach and Landing Tests, ALT)은 1977년 2월부터 10월까지 시제기 우주왕복선 엔터프라이즈호의 활주와 비행 성능을 가늠하기 위해 실시된 총 16회의 활주 비행 시험이다.
16회 가운데 11회는 엔터프라이즈호를 셔틀 운반 항공기(SCA)에 도킹한 상태로 실시되었고, 나머지 5회는 우주왕복선이 SCA에서 분리되어 그 안에 탑승한 승무원이 우주선을 조종하여 지상에 착륙하는 방식으로 진행되었다.

## 배경
1960년대 말 재사용 우주선을 도입하여 우주비행에 들어가는 막대한 예산을 절감하기 위한 우주왕복선 계획이 처음 세워졌다. 이를 위하여 재사용이 가능한 스페이스플레인과 고체 로켓 부스터, 일회용 외부 연료 탱크를 조합하는 방식이 최종 방안으로 채택되었다.
스페이스플레인의 경우 로크웰 인터내셔널이 제조업체로 선정되었으며 이후 '궤도선' (orbiter)로 칭하게 되었다. 1976년 첫 번째 궤도선이 완성되어 공개되었다. 원래는 미국 독립 200주년이 되는 해여서 '컨스티튜션'(Constitution, 헌법)으로 명명될 예정이었으나, 드라마 〈스타 트렉〉팬들이 작중 등장하는 우주선 이름인 '엔터프라이즈'로 명명해 달라는 편지를 미국 대통령 제럴드 포드에게 보내는 운동을 펼치면서 그대로 실현되었다. 1976년 9월 17일 엔터프라이즈호는 〈스타 트렉〉 출연진 수 명이 참석한 가운데 일반에 최초 공개되었다.

## 시험 계획
궤도선을 실전에 도입하기에 앞서 미 항공 우주국(NASA)은 우주왕복선 계획에 있어 마련된 시스템이 전반적으로 잘 작동하는지 확인하기 위하여 엔터프라이즈호를 이용한 대대적인 테스트 일정에 들어갔다. 당시 이 테스트는 궤도선의 비행 성능을 시험하기 위한 시범비행 뿐만 아니라 발사대 시스템과 지상에서의 절차 시험도 함께 실시되었다
1977년 1월 엔터프라이즈호는 미국 팜데일의 로크웰 공장에서 육로를 거쳐 에드워즈 공군기지에 위치한 드라이든 비행 연구 센터로 운송되었다. 이후 NASA에서 '진입 착륙 시험'(ALT)이라 명명한 시범비행 프로그램에 나섰다.
엔터프라이즈호의 진입 착륙 시험은 1977년 2월부터 10월까지 진행되었으며, 승무원 2인조 2팀이 배정되었다.

### 제1조
| 직위   | 우주비행사     | 우주비행사     |
| ------ | -------------- | -------------- |
| 사령관 | 프레드 헤이스  | 프레드 헤이스  |
| 조종사 | C. 고든 풀러턴 | C. 고든 풀러턴 |

헤이스는 과거 아폴로 13호의 아폴로 달 착륙선 조종사로 탑승했으며, 원래는 STS-2 임무의 사령관으로 임명되었다. 풀러턴은 이후 STS-3의 조종사로 탑승했으며 STS-51-F를 지휘했다.

### 제2조
| 직위   | 우주비행사       | 우주비행사       |
| ------ | ---------------- | ---------------- |
| 사령관 | 조 엥글          | 조 엥글          |
| 조종사 | 리처드 H. 트룰리 | 리처드 H. 트룰리 |

이들 두 사람은 이후 STS-2에 탑승했다. 엥글은 노스아메리칸 X-15의 USAF 조종사였으며, NASA에 합류할 당시 이미 우주비행사 휘장을 수여받았다. STS-51-I에도 참여해 우주왕복선 임무를 두 차례 수행했다. 트룰리 역시 STS-8에 사령관으로 참여해 우주왕복선 임무 경험은 2회에 달한다.

### 셔틀 운반 항공기 (SCA)
교대로 궤도선에 탑승할 우주왕복선 승무원 2인조 외에도, 전체 일정 동안 보잉 747 셔틀 운반 항공기(SCA)에 탑승할 비행 승무원이 배정되었다. 이들은 기장과 부기장, 그리고 두 명의 항공 기관사로 구성되었다.
| 직책        | 승무원                    |
| ----------- | ------------------------- |
| 기장        | 피츠휴 L. 풀턴 주니어     |
| 부기장      | 토머스 C. 맥머트리        |
| 항공 정비사 | 루이스 E. 가이드리 주니어 |
| 항공 정비사 | 빅터 W. 호턴              |
| 항공 정비사 | 빈센트 A. 알바레스        |
| 항공 정비사 | 윌리엄 R. 영              |

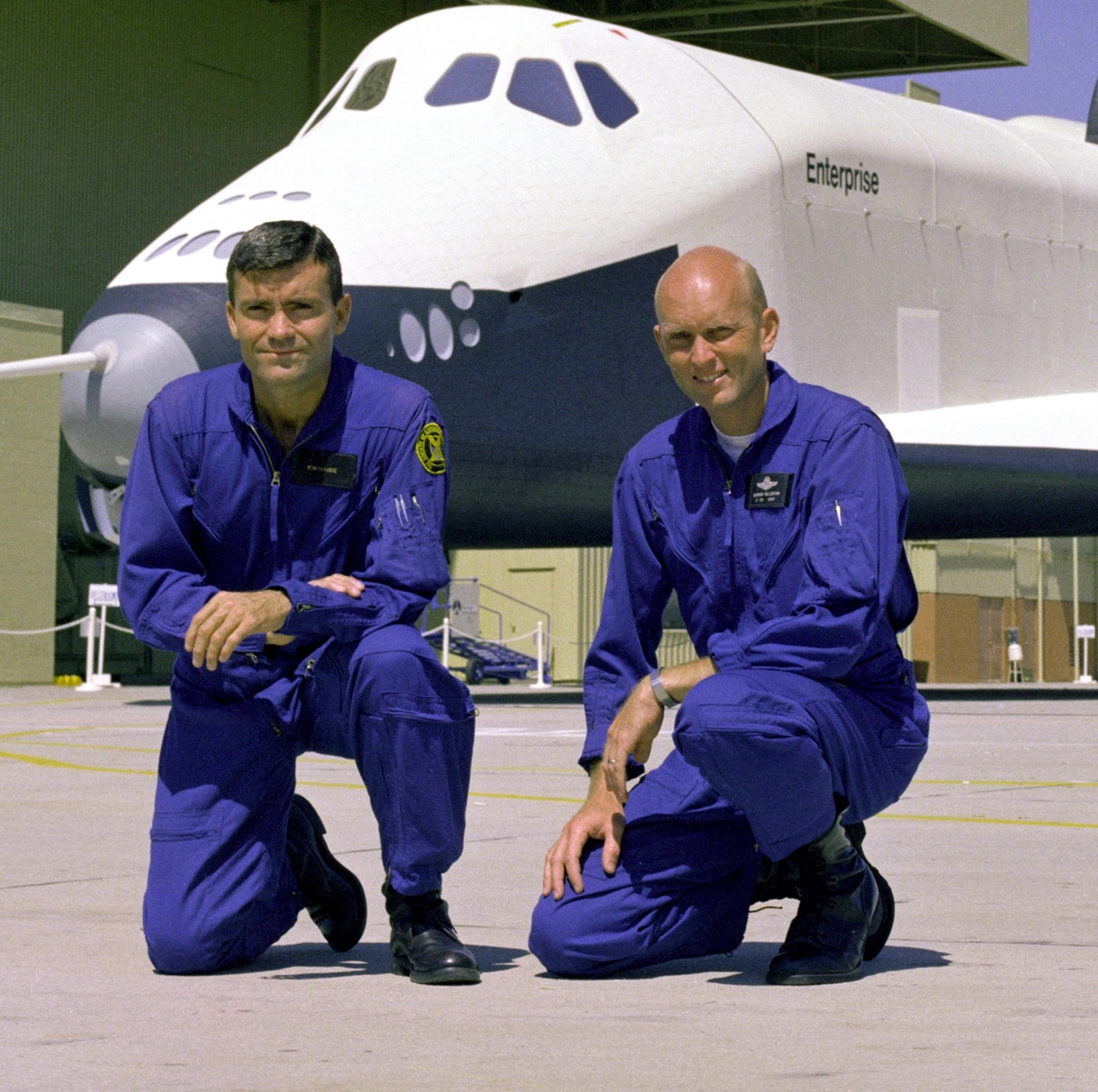
제1조 - 헤이스와 풀러턴
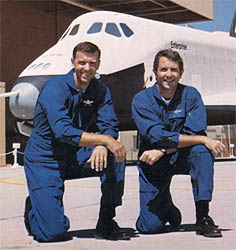
제2조 - 엥글과 트룰리
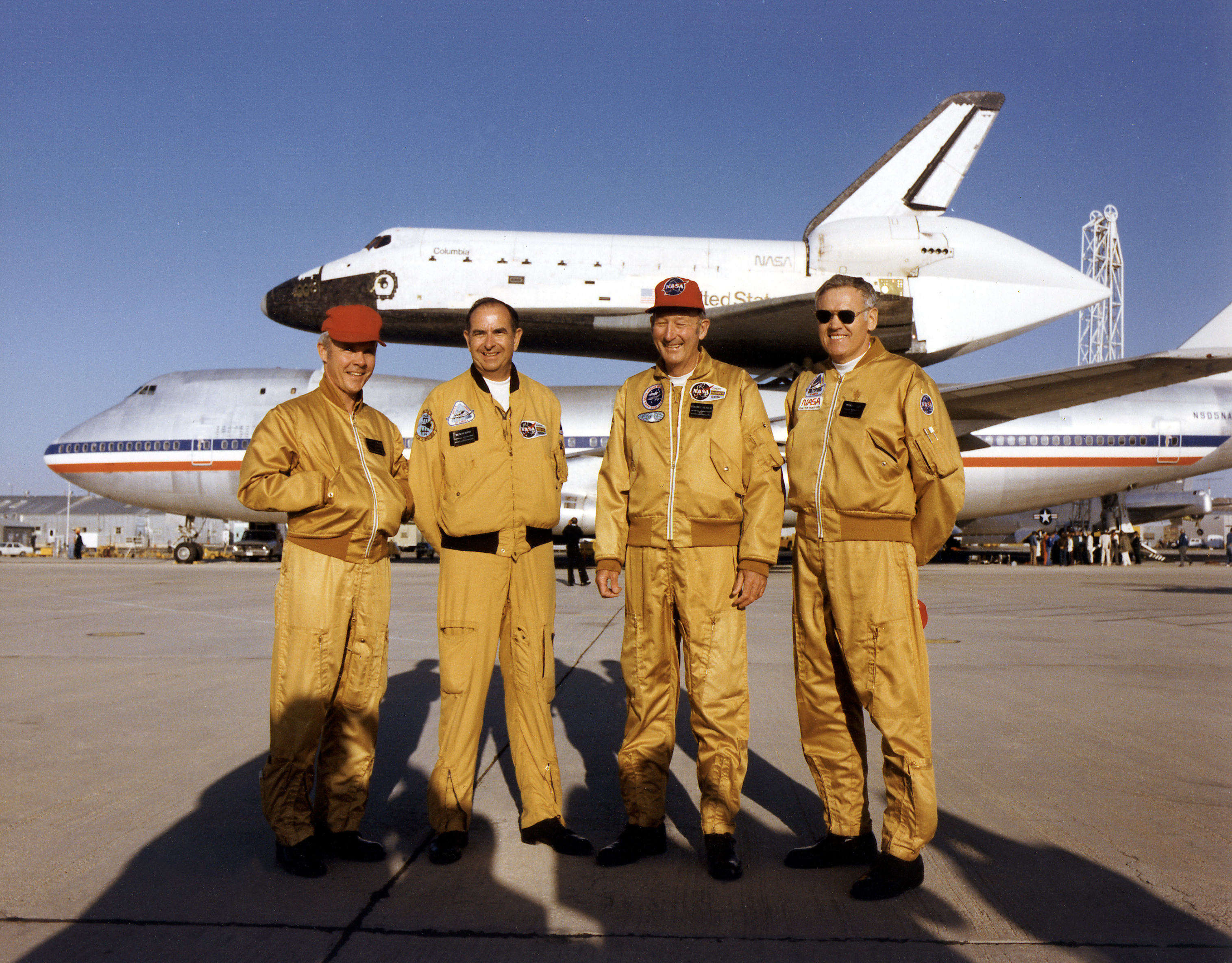
SCA 승무원 (왼쪽부터 맥머트리, 호턴, 풀턴, 영)

## 진입·착륙 시험
진입 착륙시험 (ALT) 프로그램은 세 가지 단계로 나뉘었다. 첫 번째 단계는 '활주 시험' 단계로서, SCA와 궤도선이 결합된 상태로 에드워즈 공군기지에서 활주 시험을 실시하여, 궤도선을 탑재한 상태에서의 항공기 활주 성능이 어떻게 되는가를 확인하는 과정이었다. 이 단계에서는 궤도선이 항공기에 도킹된 것 외에는 어떤 식으로도 궤도선을 사용하지 않았으므로, 궤도선의 전원을 끄고 누구도 탑승하지 않은 상태로 유지되었다. 1977년 2월 15일 총 세 번의 활주 시험이 실시되었으며, 이후 프로그램은 다음 단계로 넘어갔다.

### 도킹 비행
ALT의 도킹 비행 단계에서는 SCA/궤도선 조합이 SCA가 궤도선과 도킹된 상태에서의 비행 성능 시험과 비행 중 궤도선 시스템의 초반단계 시험을 실시하였다. 이는 두 가지 단계로 세분화되었다.

#### 도킹 - 비활성
도킹-비활성 비행은 총 5차례에 걸쳐 진행되었으며, 항공기가 궤도선과 도킹된 상태에서의 비행 및 조종 성능을 시험하기 위해 설계되었다. 활주 시험과 마찬가지로 SCA에 도킹된 것 외에는 궤도선을 사용하지 않았으므로, 전원이 꺼진 상태로 무인으로 유지되었다.

#### 도킹 - 활성
도킹-활성 비행은 총 3차례에 걸쳐 진행되었으며, 엔터프라이즈호가 궤도선의 자유 비행 중에 SCA에서 분리되는 데 필요한 최적의 설정을 결정짓기 위한 것이었다. 여기에 궤도선 승무원의 절차를 개선·시험하고 궤도선 시스템의 운용 준비 상태를 확인하려는 목적도 있었다. 여기서도 엔터프라이즈호가 SCA에 도킹된 상태로 유지되었지만, 전원이 공급되고 승무원도 탑승하였다.

### 자유 비행

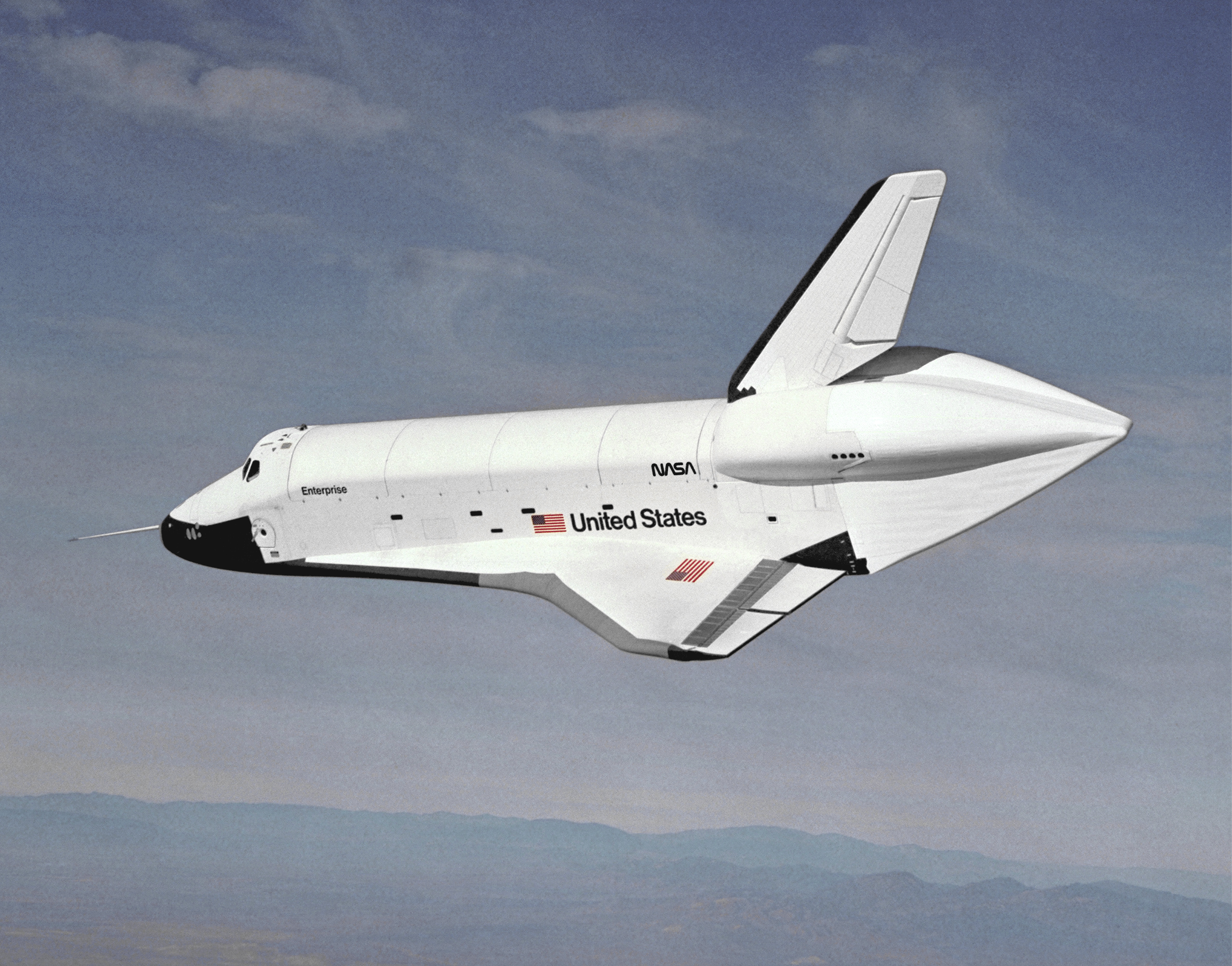
자유비행 2회차 과정에서 지상으로 진입하는 엔터프라이즈호

비행 시험의 최종 단계는 자유 비행이 있었다. 자유비행 단계에서는 엔터프라이즈호가 SCA에 도킹된 채 이륙한 뒤, 발사 고도에 도달하면 분리되어 활강한 다음 에드워즈 공군기지의 활주로로 착륙하는 시험이었다. 이 비행의 목적은 특정 궤도로부터의 정상적인 진입과 착륙 설정에 따른 궤도선 자체의 비행 성능을 시험하는 것이었다.
진입·착륙 시험의 경우, 이후 운송 비행에 사용된 것보다 더 긴 노즈 스트럿을 장착하여 747기에 비해 우주왕복선의 받음각을 늘렸다. 궤도선이 분리되기 전, 747기의 엔진은 최대 출력으로 설정되었고 두 항공기는 완만한 하강에 들어갔다. 이 때 대기 속도의 증가와 우주왕복선의 더 높은 받음각이 충분한 차동 양력을 만들어내어 우주왕복선이 747기을 실실적으로 지탱하였다. 이후상하부의 부착 지점 3곳에 달린 하중 센서가 물리력을 모니터링하다가 부착부의 장력이 충분히 도달한 것으로 측정되면 승무원에게 알렸다. 그런 다음 분리 볼트를 사용하여 두 항공기 간의 기계적 연결을 끊었고 우주왕복선은 747기을 온전히 떨어뜨렸다. 분리가 이루어지는 순간 우주왕복선 내 승무원들은 위쪽으로 튀어 오르는 느낌이 난다고 보고했다. 이후 두 항공기는 최대 분리를 위해 반대 방향으로 선회했다. 우주왕복선은 조종 특성을 평가하기 위해 몇 번 더 선회한 후 착륙했다.
자유비행은 1977년 8월부터 10월까지 총 5회에 걸쳐 실시되었다. 처음 세 번의 비행에서는 엔터프라이즈에 테일콘 (tail cone)이 장착된 상태로 비행하였는데 이는 공기역학상 SCA에 장착될 때 항력을 줄이기 위한 것이었다. 마지막 두 번의 비행에서는 테일 콘이 제거되었고, 궤도선은 모형 메인엔진과 OMS 포드가 탑재된 완전 운용으로 설정된 상태였다. 엔터프라이즈호의 비행 과정에서는 기수에 장착된 대기측정 탐침이 활용되었다. 이 다섯 번의 비행은 엔터프라이즈가 단독으로 비행한 유일한 테스트였다.
우주왕복선 컬럼비아호 (STS-2)와 디스커버리호 (STS-51-I)가 임무를 마친 뒤, 조 엥글은 운용 중인 궤도선의 비행과 조종 여건이 엔터프라이즈호와 유사하다고 보고했다. 다만 시제기가 운용 우주선보다 훨씬 가벼웠기 때문에 프로토타입으로는 더 가파른 성능으로 비행해야 했다고 덧붙였다.

### 운송 비행
자유비행 시험이 끝난 뒤, 엔터프라이즈호는 착륙과 발사 지점 간의 비행 시간 동안 SCA/궤도선 구성이 실현 가능한지 확인하기 위한 운송 비행 시험에 들어갔다.

## 시험 목록

테일콘 없는 첫 자유 비행인 자유비행 4회차 중 SCA에서 분리되는 엔터프라이즈호
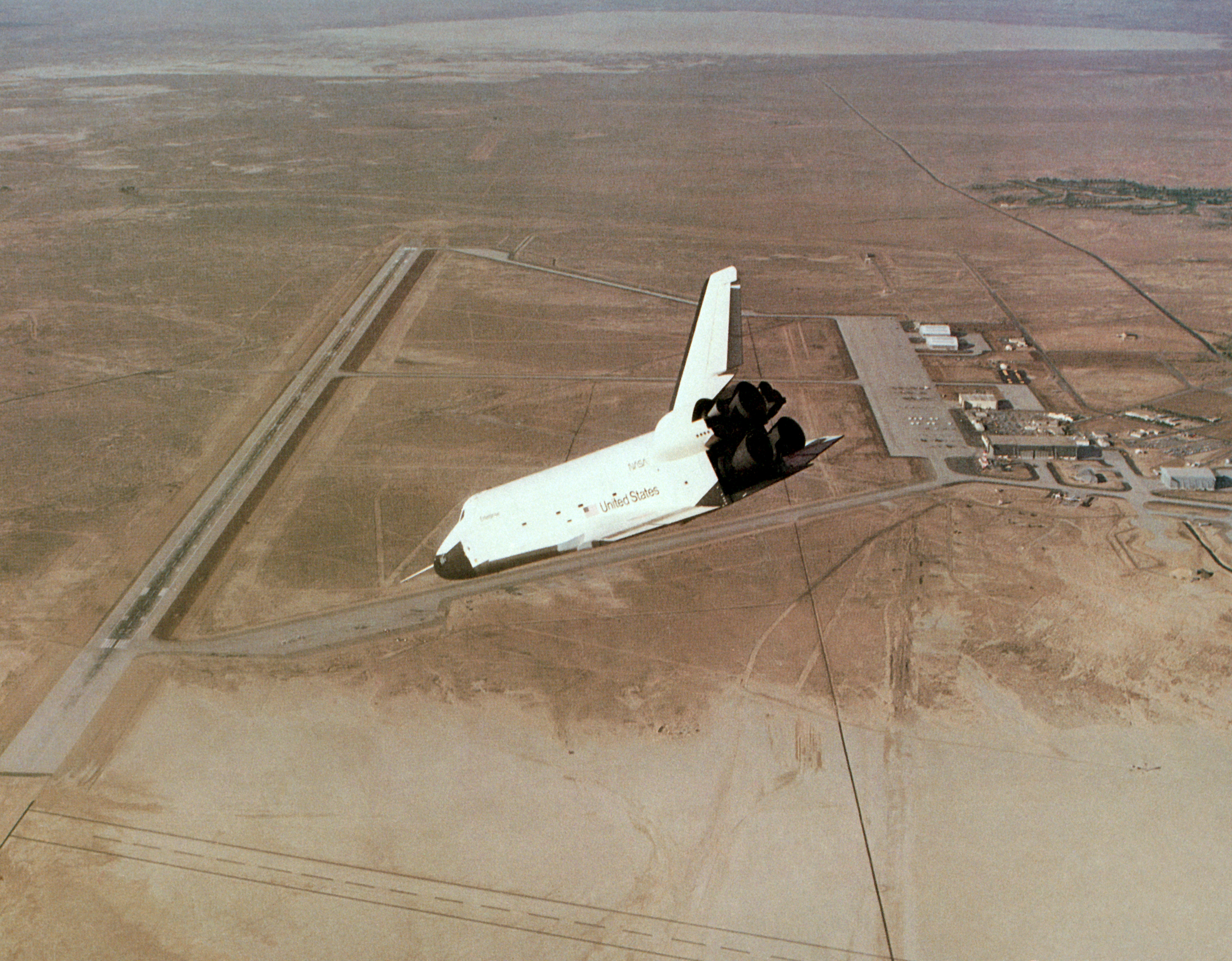
자유비행 4회차 중 에드워즈 공군기지에 착륙하기 위해 진입입하는 엔터프라이즈호
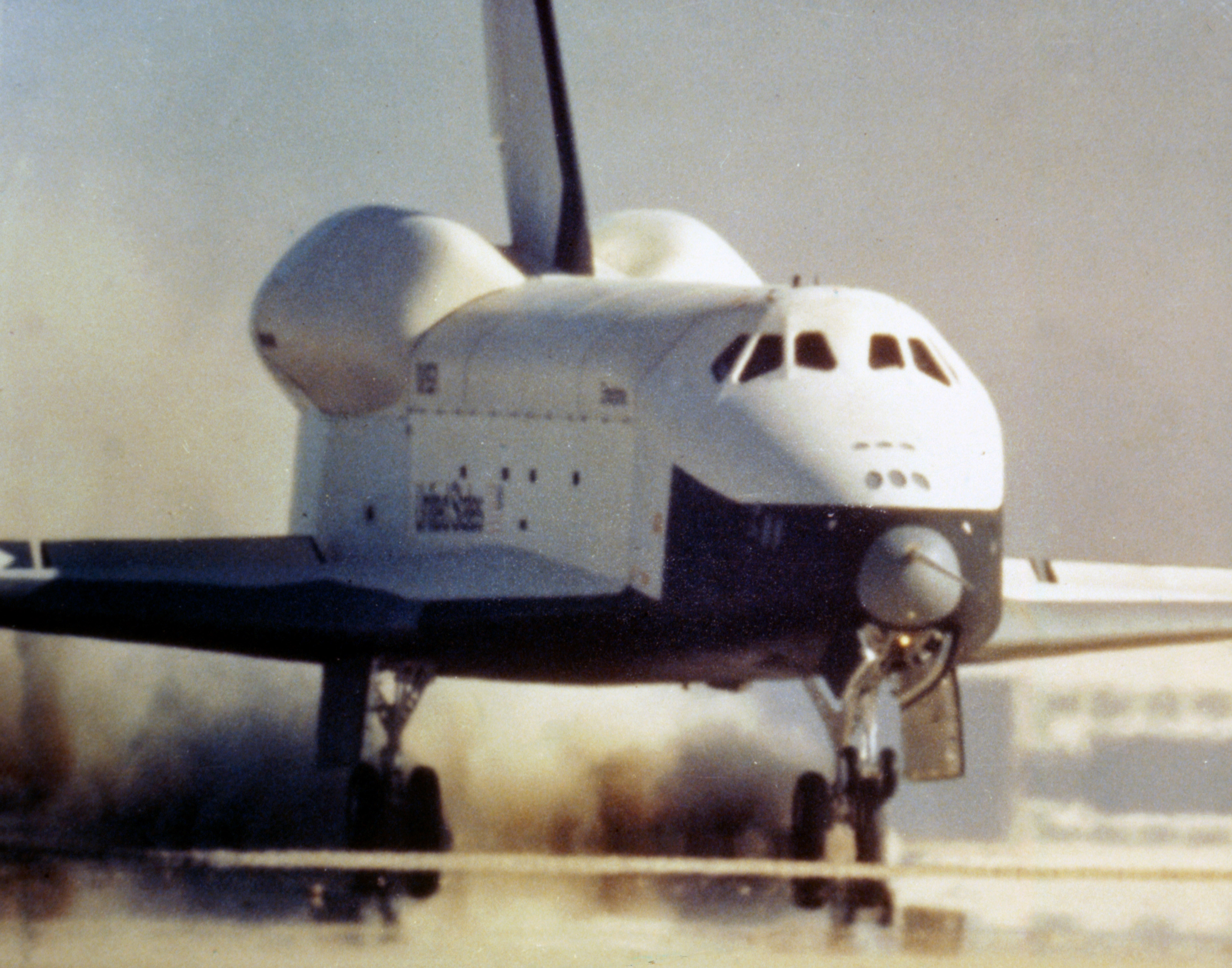
자유비행 2회차에서 지상에 착륙하는 엔터프라이즈

| 임무   | 시험 비행           | 날짜             | 속도               | 고도                   | 우주왕복선 승무원 | SCA 승무원                     | 시간        | 시간            | 비고                         |
| 임무   | 시험 비행           | 날짜             | 속도               | 고도                   | 우주왕복선 승무원 | SCA 승무원                     | 전체 비행   | 우주왕복선 비행 | 비고                         |
| ------ | ------------------- | ---------------- | ------------------ | ---------------------- | ----------------- | ------------------------------ | ----------- | --------------- | ---------------------------- |
| ALT-1  | 활주 시험 #1        | 1977년 2월 15일  | 89 mph (143 km/h)  | 활주                   | 없음              | 풀턴, 맥머트리, 호턴, 가이드리 | 활주        | 활주            | 콘크리트 활주로, 테일콘 장착 |
| ALT-2  | 활주 시험 #2        | 1977년 2월 15일  | 140 mph (225 km/h) | 활주                   | 없음              | 풀턴, 맥머트리, 호턴, 가이드리 | 활주        | 활주            | 콘크리트 활주로, 테일콘 장착 |
| ALT-3  | 활주 시험 #3        | 1977년 2월 15일  | 157 mph (253 km/h) | 활주                   | 없음              | 풀턴, 맥머트리, 호턴, 가이드리 | 활주        | 활주            | 콘크리트 활주로, 테일콘 장착 |
| ALT-4  | 도킹-비활성 비행 #1 | 1977년 2월 18일  | 287 mph (462 km/h) | 16,000 피트 4,877 미터 | 없음              | 풀턴, 맥머트리, 호턴, 가이드리 | 2시간 5 분  | 해당 없음       | 테일콘 장착, 747과 함께 착륙 |
| ALT-5  | 도킹-비활성 비행 #2 | 1977년 2월 22일  | 328 mph (528 km/h) | 22,600 피트 6,888 미터 | 없음              | 풀턴, 맥머트리, 호턴, 가이드리 | 3시간 13 분 | 해당 없음       | 테일콘 장착, 747과 함께 착륙 |
| ALT-6  | 도킹-비활성 비행 #3 | 1977년 2월 25일  | 425 mph (684 km/h) | 26,600 피트 8,108 미터 | 없음              | 풀턴, 맥머트리, 호턴, 가이드리 | 2시간 28 분 | 해당 없음       | 테일콘 장착, 747과 함께 착륙 |
| ALT-7  | 도킹-비활성 비행 #4 | 1977년 2월 28일  | 425 mph (684 km/h) | 28,565 피트 8,707 미터 | 없음              | 풀턴, 맥머트리, 호턴, 가이드리 | 2시간 11 분 | 해당 없음       | 테일콘 장착, 747과 함께 착륙 |
| ALT-8  | 도킹-비활성 비행 #5 | 1977년 3월 2일   | 474 mph (763 km/h) | 30,000 피트 9,144 미터 | 없음              | 풀턴, 맥머트리, 호턴, 가이드리 | 1시간 39 분 | 해당 없음       | 테일콘 장착, 747과 함께 착륙 |
| ALT-9  | 도킹-활성 비행 #1A  | 1977년 6월 18일  | 208 mph (335 km/h) | 14,970 피트 4,563 미터 | 헤이스, 풀러턴    | 풀턴, 맥머트리, 가이드리, 영   | 55분 46초   | 해당 없음       | 테일콘 장착, 747과 함께 착륙 |
| ALT-10 | 도킹-활성 비행 #1   | 1977년 6월 28일  | 310 mph (499 km/h) | 22,030 피트 6,715 미터 | 엥글, 트룰리      | 풀턴, 맥머트리, 가이드리, 영   | 62분 0초    | 해당 없음       | 테일콘 장착, 747과 함께 착륙 |
| ALT-11 | 도킹-활성 비행 #3   | 1977년 7월 26일  | 311 mph (501 km/h) | 30,292 피트 9,233 미터 | 헤이스, 풀러턴    | 풀턴, 맥머트리, 호턴, 알바레스 | 59분 53초   | 해당 없음       | 테일콘 장착, 747과 함께 착륙 |
| ALT-12 | 자유 비행 #1        | 1977년 8월 12일  | 310 mph (499 km/h) | 24,100 피트 7,346 미터 | 헤이스, 풀러턴    | 풀턴, 맥머트리, 호턴, 가이드리 | 53분 51초   | 5분 21초        | 테일콘 장착, 건조 호수 착륙  |
| ALT-13 | 자유 비행 #2        | 1977년 9월 13일  | 310 mph (499 km/h) | 26,000 피트 7,925 미터 | 엥글, 트룰리      | 풀턴, 맥머트리, 호턴, 가이드리 | 54분 55초   | 5분 28초        | 테일콘 장착, 건조 호수 착륙  |
| ALT-14 | 자유 비행 #3        | 1977년 9월 23일  | 290 mph (467 km/h) | 24,700 피트 7,529 미터 | 헤이스, 풀러턴    | 풀턴, 맥머트리, 호턴, 가이드리 | 51분 12초   | 5분 34초        | 테일콘 장착, 건조 호수 착륙  |
| ALT-15 | 자유 비행 #4        | 1977년 10월 12일 | 278 mph (447 km/h) | 22,400 피트 6,828 미터 | 엥글, 트룰리      | 풀턴, 맥머트리, 호턴, 가이드리 | 67분 48초   | 2분 34초        | 테일콘 제거, 건조 호수 착륙  |
| ALT-16 | 자유 비행 #5        | 1977년 10월 26일 | 283 mph (455 km/h) | 19,000 피트 5,791 미터 | 헤이스, 풀러턴    | 풀턴, 맥머트리, 호턴, 가이드리 | 54분 42초   | 2분 1초         | 테일콘 제거, 활주로 착륙     |

## ALT 이후

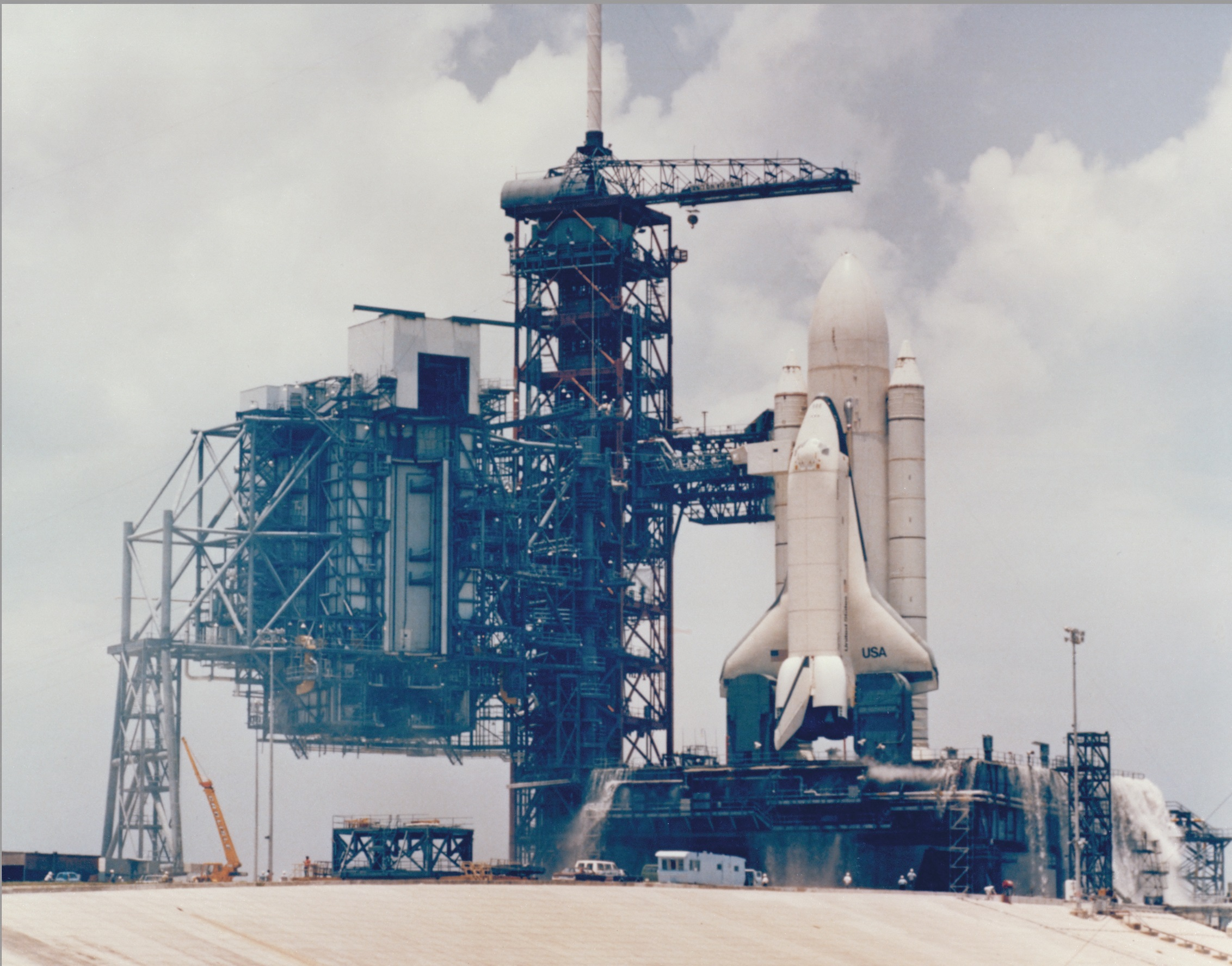
STS-1 임무로부터 20개월 전, 케네디 우주 센터 제39발사단지에서 외부연료탱크와 더미 고체로켓부스터가 장착된 모습으로 점검 테스트를 수행중인 엔터프라이즈호

비행 시험 일정이 끝난 뒤 엔터프라이즈호는 첫 번째 궤도선의 실전 투입과 첫 발사를 실시하기에 앞서, 완전장착 상태에서 구조적 응답과 발사 절차를 한번에 시험하기 위한 목적으로 우주센터로 이송되어 외부 연료탱크와 고체로켓부스터 (SRBs)를 장착하여 더미 페이로드로서의 시험에 들어갔다.
당시 엔터프라이즈호는 미국 앨라배마주 헌츠빌의 마셜 우주비행센터에 위치한 동적 구조 시험 시설로 이송되어, 완전장착 상태에서 수직배치 시 지상의 진동 시험을 거치며 여러 시나리오에 대해 구조적인 면에서 어떤 반응이 이루어지는가를 평가했다. 그런 다음 플로리다주의 케네디 우주 센터로 비행하여 우주선 조립 건물에서 조립하고, 발사단지에서 발사대로 운송하는 절차를 시험했으며, 케네디 우주 센터 제39발사단지의 시설과 절차를 점검하여 우주왕복선 발사에 쓰일 준비에 나섰다.

## 영상
- 우주왕복선 엔터프라이즈 747 이륙
- 우주왕복선 엔터프라이즈 747 분리
- 우주왕복선 엔터프라이즈 착륙

## 같이 보기
- 엔터프라이즈 우주왕복선
- 우주왕복선 계획

### 해설
1. ↑  헤이즈는 1979년 7월로 예정됐던 STS-2 임무에서 조종사 잭 루스마와 함께 사령관으로 임명되었다. 이 임무는 스카이랩 우주 정거장을 더 높은 궤도로 끌어올리기 위한 원격조종기 회수 시스템을 탑재할 예정이었다. 그러나 시스템 가동이 지연되면서 임무가 무산되었고, 헤이즈는 1979년 6월 나사를 떠났다.[3]
2. ↑  엥글은 아폴로 17호의 달착륙선 조종사로 투입될 예정이었으나 해리슨 슈미트에게 넘기고 임무에서 제외되었다. 본래 슈미트는 지질학자로서 아폴로 18호에 탑승할 예정이었으나 1970년 9월 달 탐사 예산 삭감으로 임무 자체가 취소되고 말았다. 전문 과학자가 달에 가야 한다는 미국 과학계의 압력으로 엥글이 아폴로 17호의 승무원에서 제외되고 슈미트로 대체되었던 것이다.